# Cyprus op de Olympische Zomerspelen 2012
Cyprus nam deel aan de Olympische Zomerspelen 2012 in Londen, Verenigd Koninkrijk.
De zeiler Pavlos Kontides behaalde met de zilveren medaille in de laser (eenpersoonsjol) de eerste medaille ooit voor Cyprus op de Olympische Spelen.

## Medailleoverzicht
| Sport  | Olympiër        | Onderdeel | Medaille |
| ------ | --------------- | --------- | -------- |
| Zeilen | Pavlos Kontides | laser (m) | Zilver   |

## Deelnemers en resultaten
(m) = mannen, (v) = vrouwen 

### Atletiek
| Olympiër                 | Onderdeel          | Resultaat | Prestatie                                                  |
| ------------------------ | ------------------ | --------- | ---------------------------------------------------------- |
| Kyriakos Ioannou         | hoogspringen (m)   | 13e       | kwalificatie groep B: 7de met 2,26m finale: 13de met 2,20m |
| Apostolos Parellis       | discuswerpen (m)   | 13e       | kwalificatie groep A: 7de met 63,48m                       |
| Konstantinos Stathelakos | kogelslingeren (m) | 33e       | kwalificatie groep B: 16de met 69,65m                      |
|                          |                    |           |                                                            |
| Eleni Artymata           | 200m (v)           | 17e       | serie 4: 6de in 23,09 halve finale 2: 8ste in 22,92        |

### Gymnastiek
| Olympiër               | Onderdeel      | Resultaat | Prestatie                             |
| Ritmisch               | Ritmisch       | Ritmisch  | Ritmisch                              |
| ---------------------- | -------------- | --------- | ------------------------------------- |
| Chrystalleni Trikomiti | individuel (v) | 19e       | kwalificatie: 19de met 104,675 punten |

### Schietsport
| Olympiër           | Onderdeel | Resultaat | Prestatie                                           |
| ------------------ | --------- | --------- | --------------------------------------------------- |
| Georgios Achilleos | skeet (m) | 11e       | kwalificatie: 11de met 118 punten (23-22-24-24-25)  |
| Antonakis Andreou  | skeet (m) | 22e       | kwalificatie: 22ste met 115 punten (22-23-23-24-23) |
|                    |           |           |                                                     |
| Panayiota Andreou  | skeet (v) | 16e       | kwalificatie: 16de met 57 punten (15-22-20)         |

### Tennis
| Olympiër         | Onderdeel     | Resultaat | Prestatie |
| ---------------- | ------------- | --------- | --- |
| Marcos Baghdatis | enkelspel (m) | 9e        | 1ste ronde: W van JPN Go Soeda: 6-7(6), 7-6(5), 6-2 2de ronde: W van FRA Richard Gasquet: 6-4, 6-4 3de ronde: V GBR Andy Murray: 6-4, 1-6, 4-6 |

### Wielersport
| Olympiër            | Onderdeel        | Resultaat | Prestatie |
| ------------------- | ---------------- | --------- | --------- |
| Marios Athanasiadis | mountainbike (m) | 40e       | 1:43.25   |

### Zeilen
| Olympiër          | Onderdeel | Resultaat | Prestatie                                  |
| ----------------- | --------- | --------- | ------------------------------------------ |
| Andreas Carioulou | RS:x (m)  | 17e       | 150 punten (13-26-10-27-11-30-16-12-12-23) |
| Pavlos Kontides   | laser (m) | Zilver    | 59 punten: (9-4-1-1-2-4-12-7-7-4-20)       |

### Zwemmen
| Olympiër       | Onderdeel           | Resultaat | Prestatie               |
| -------------- | ------------------- | --------- | ----------------------- |
| Anna Stylianou | 200m vrije slag (v) | 27e       | serie 2: 4de in 2.01,87 |

Afghanistan · Albanië · Algerije · Amerikaanse Maagdeneilanden · Amerikaans-Samoa · Andorra · Angola · Antigua en Barbuda · Argentinië · Armenië · Aruba · Australië · Azerbeidzjan · Bahama's · Bahrein · Bangladesh · Barbados · België · Belize · Benin · Bermuda · Bhutan · Bolivia · Bosnië en Herzegovina · Botswana · Brazilië · Britse Maagdeneilanden · Brunei · Bulgarije · Burkina Faso · Burundi · Cambodja · Canada · Centraal-Afrikaanse Republiek · Chili · China · Chinees Taipei · Colombia · Comoren · Congo-Brazzaville · Congo-Kinshasa · Cookeilanden · Costa Rica · Cuba · Cyprus · Denemarken · Djibouti · Dominica · Dominicaanse Republiek · Duitsland · Ecuador · Egypte · El Salvador · Equatoriaal-Guinea · Eritrea · Estland · Ethiopië · Fiji · Filipijnen · Finland · Frankrijk · Gabon · Gambia · Georgië · Ghana · Grenada · Griekenland · Groot-Brittannië · Guam · Guatemala · Guinee · Guinee‑Bissau · Guyana · Haïti · Honduras · Hongarije · Hongkong · Ierland · IJsland · India · Indonesië · Irak · Iran · Israël · Italië · Ivoorkust · Jamaica · Japan · Jemen · Jordanië · Kaaimaneilanden · Kaapverdië · Kameroen · Kazachstan · Kenia · Kirgizië · Kiribati · Koeweit · Kroatië · Laos · Lesotho · Letland · Libanon · Liberia · Libië · Liechtenstein · Litouwen · Luxemburg · Macedonië · Madagaskar · Malawi · Maldiven · Maleisië · Mali · Malta · Marshalleilanden · Marokko · Mauritanië · Mauritius · Mexico · Micronesië · Moldavië · Monaco · Mongolië · Montenegro · Mozambique · Myanmar · Namibië · Nauru · Nederland · Nepal · Nicaragua · Nieuw-Zeeland · Niger · Nigeria · Noord-Korea · Noorwegen · Oeganda · Oekraïne · Oezbekistan · Oman · Oostenrijk · Oost-Timor · Pakistan · Palau · Palestina · Panama · Papoea-Nieuw-Guinea · Paraguay · Peru · Polen · Portugal · Puerto Rico · Qatar · Roemenië · Rusland · Rwanda · Saint Kitts en Nevis · Saint Lucia · Saint Vincent en Grenadines · Salomonseilanden · Samoa · San Marino · Sao Tomé en Principe · Saoedi-Arabië · Senegal · Servië · Seychellen · Sierra Leone · Singapore · Slovenië · Slowakije · Soedan · Somalië · Spanje · Sri Lanka · Suriname · Swaziland · Syrië · Tadzjikistan · Tanzania · Thailand · Togo · Tonga · Trinidad en Tobago · Tsjaad · Tsjechië · Tunesië · Turkije · Turkmenistan · Tuvalu · Uruguay · Vanuatu · Venezuela · Verenigde Arabische Emiraten · Verenigde Staten · Vietnam · Wit-Rusland · Zambia · Zimbabwe · Zuid-Afrika · Zuid-Korea · Zweden · Zwitserland · Onafhankelijke atleten